# Политический кризис на Украине (2016)
Политический кризис на Украине (2016) — внутриполитический кризис, вызванный длительным противостоянием участников правящей парламентской коалиции «Европейская Украина», обострившимся в начале февраля 2016 года.

## Хронология

### Предыстория
По мнению ряда политиков и экспертов, противостояние между политиками, пришедшими к власти на Украине после Майдана, во многом схоже с ситуацией, сложившийся в украинской политике после Оранжевой революции 2004 года, которая отличалась перманентной конфронтацией между бывшими союзниками по «оранжевой коалиции» президентом Виктором Ющенко и премьер-министром Юлией Тимошенко.

#### Президентские выборы
25 мая 2014 года на фоне войны в Донбассе состоялись внеочередные выборы президента Украины. Победил Петр Порошенко, набрав 54,7 % голосов.

#### Парламентские выборы
26 октября 2014 года состоялись досрочные парламентские выборы в Верховную раду VIII созыва, которые прошли по смешанной избирательной системе, когда половина состава парламента избиралась по партийным спискам, а другая часть была избрана на мажоритарных округах. По результатам голосования по партийным спискам избирательный барьер преодолели 6 партий: «Народный фронт» (22,14 %); «Блок Петра Порошенко» (21,82 %); «Самопомощь» (10,97 %); «Оппозиционный блок». (9,43 %); «Радикальная партия Олега Ляшко» (7,44 %); «Батькивщина» (5,68 %).

#### Формирование коалиции «Европейская Украина»
21 ноября представителями пяти парламентских партий было подписано коалиционное соглашение, которое среди прочего определяло Соглашение об ассоциации между Украиной и Европейским союзом основой для всех будущих реформ и называло вхождение страны в состав НАТО и приведение вооружённых сил Украины в соответствие к стандартам Альянса важнейшими приоритетами в оборонной политике государства. Ещё одним обязательством коалиции стало всестороннее расследование убийств протестующих во время Евромайдана.
27 ноября 2014 года в первый день работы нового состава парламента была создана правящая коалиция «Европейская Украина», в состав которой вошли фракции партий «Блока Петра Порошенко», «Народного фронта», «Самопомощи», Радикальной партии Ляшко и «Батькивщины». Всего членами коалиции стали 302 народных депутата, таким образом впервые в истории новейшего украинского парламентаризма было сформировано коалиционное конституционное большинство. В тот же день премьер-министром Украины переизбран Арсений Яценюк, который возглавил новый состав правительства.

#### Первые месяцы деятельности новой коалиции
Первые месяцы работы новой Верховной рады продемонстрировали серьёзные расхождения позиций участников коалиции по ряду вопросов. «Батькивщина» и «Самопомощь» фактически заняли роль «внутренней оппозиции» по отношению к своим партнёрам, критикуя действия правительства.

#### События 31 августа 2015 года в Киеве
На грани распада коалиция оказалась после голосования 31 августа 2015 года в первом чтении законопроекта об изменениях Конституции Украины в части «децентрализации» и так называемого «особого статуса Донбасса». Тогда три из пяти парламентских фракций коалиции — Радикальной партии, «Батькивщина» и «Самопомощь» заявили о нежелании поддержать данную инициативу президента Украины Пётра Порошенко. Голосование шло тяжело: часть депутатов от «Радикальной партии» блокировали трибуну, кричали «Позор!», включали сирену и стучали пластиковыми бутылками, а представитель фракции РПЛ, советский диссидент и политзаключённый Юрий Шухевич сказал, что Европа предала Украину, как предала когда-то Чехословакию перед Гитлером. О «предательстве Украины» заявил и глава фракции «Самопомощь» Олег Березюк, а Тимошенко сказала, что её фракция также выступает против этого закона, поскольку, по её словам, это не путь к миру и делается в интересах России. «За» проголосовали 265 депутатов.
Голосование за изменения в Конституции стало причиной для уличных столкновений перед зданием Верховной рады между правоохранителями и сторонниками радикальных националистических движений, в результате которых погибло 4 сотрудника Национальной гвардии Украины и было ранено более 100 человек. На следующий день, 1 сентября Радикальная партия Ляшко вышла из парламентской коалиции и заявил о своём переходе в оппозицию к действующей власти. Лидер партии Олег Ляшко тогда заявил: «Мы не видим возможности находиться в коалиции, которая фактически была уничтожена руками президента Порошенко, председателя Верховной рады Гройсмана, которые, вопреки позиции большинства фракций коалиции, внесли в парламент вопрос изменений в конституцию. Как следствие — это смерти перед Верховной радой, это кровавые провокации, в результате которых пострадали сотни людей».

#### Деятельность Михаила Саакашвили на посту главы Одесской области
В декабре глава Одесской области, назначенный на этот пост Петром Порошенко, бывший грузинский президент Михаил Саакашвили представил доклад, в котором обвинил правительство Яценюка в масштабной коррупции.

#### Деятельность Виктора Шокина на посту Генерального прокурора Украины
10 февраля 2015 года новым Генеральным прокурором Украины стал Виктор Шокин, имевший репутацию доверенного человека Порошенко. Со второй половины 2015 года резко усиливается критика деятельности Виктора Шокина. Так посол США на Украине Джеффри Пайетт заявил, что «ГПУ открыто и агрессивно саботирует реформы». Громкие аресты депутата Верховной рады от Радикальной партии Игоря Мосийчука и главы партии «УКРОП» Геннадия Корбана привели к обвинениям прокураторы в «избирательном правосудии» со представителей ряда политических сил. Также, несмотря на заявления Шокина о завершении расследования расстрелов на Майдане, к осени 2015 года не было ни одного приговора суда по данному делу, и никто из причастных к преступлениям, будь то исполнители, организаторы или заказчики, не был наказан. Отставки Генерального прокурора требовали представители фракций «Народного фронта», «Самопомощи», Радикальной партии Ляшко, «Блока Петра Порошенко».

#### Местные выборы
Региональные выборы на Украине в 2015 году прошли 25 октября.

#### Борьба за отставку правительства в конце 2015 года
В конце 2015 года обостряется противостояние между командами президента Пётра Порошенко и премьер-министра Арсения Яценюка. К осени 2015 года, по данным соцопросов, рейтинг партии Яценюка «Народный фронт» упал до 1 %. После проведения местных выборов 25 октября администрация президента Украины начала готовить отставку премьер-министра.
7 декабря 2015 года в Киев с двухдневным визитом прибыл вице-президент США Джо Байден. Байден заявил, что рассчитывает продолжить сотрудничество с действующим премьером Украины и отметил, что Яценюк «стал другом и партнером США». 11 декабря 2015 года во время чтения годового отчёта Арсения Яценюка о работе правительства произошла потасовка между депутатами от партий «Блок Петра Порошенко» и «Народный фронт». Драка началась после того, как депутат от БПП Олег Барна попытался стащить премьер-министра с трибуны. В тот день лидер фракции «Блок Петра Порошенко» Юрий Луценко заявил, что «пока не принят госбюджет и налоговая реформа, нет кредита МВФ $ 5 млрд, фракция БПП не будет ставить на голосование увольнение премьера».

### 2016 год

#### Распад коалиции «Европейская Украина»
3 февраля 2016 года министр экономики Украины Айварас Абромавичус 2016 года подал в отставку, заявив о коррупции во власти и невозможности проводить реформы. По мнению Абромавичуса, одним из главных коррупционеров был заместитель главы фракции «Блока Петра Порошенко» Игорь Кононенко. После отставки Абромавичуса вопрос переформатирования украинского Кабмина встал особенно остро.
16 февраля 2016 года Верховная рада Украины, заслушав отчёт главы правительства Арсения Яценюка о деятельности Кабинета Министров в 2015 году, приняла постановление № 4063 о признании неудовлетворительной работы правительства 247 голосами. За несколько часов до этого президент Порошенко призвал премьера Яценюка и генпрокурора Шокина уйти в отставку. В тот же день Шокин подал в отставку. Однако за отставку правительства проголосовало 194 народных депутата при минимально необходимых 226. «За» проголосовали 97 депутатов от БПП (всего во фракции 136 депутатов), 28 из 51 внефракционных депутата, 8 членов «Оппозиционного блока» (всего насчитывающий 43 депутата), 25 депутатов от «Самопомощи» (26), 15 членов Радикальной партии (21), 6 депутатов из группы «Воля народа» (20) и 15 представителей «Батькивщины» (19). «Народный фронт» (81 депутат) и группа «Возрождение» (23) не дали ни голоса. Народный депутат от Блока Петра Порошенко Мустафа Найем заявил, что «провал голосования за отставку правительства — это результат сговора олигархов — Рината Ахметова, Игоря Коломойского и Сергея Левочкина — с одной стороны, и Петра Порошенко и Арсения Яценюка — с другой». 17 февраля фракция «Батькивщина» вышла из коалиции. Михаил Саакашвили назвал происшедшее «олигархическим переворотом» и призвал БПП покинуть коалицию вслед за «Батькивщиной». 18 февраля «Самопомощь» вышла из коалиции «Европейская Украина», что означало её распад, так как в коалиции осталось 215 депутатов при минимально необходимых 226.
После неудачной попытки отставки Яценюка, его правительство получило иммунитет от отставки Верховной радой на полгода до осени 2016 года. Однако после развала коалиции страна оказалась перед перспективой досрочных парламентских выборов. Западные партнёры Украины выступили против досрочных парламентских выборов и выступили за разрешение конфликта в действующем парламенте. По их мнению, Украина не может себе позволить политической нестабильности в то время, когда ЕС и США будут принимать решение о продлении санкций против РФ, а сама Украина должна провести изменения в законодательство согласно Минским соглашениям. Также звучали опасения, что новые выборы станут аргументом для прекращения финансовой помощи Украине со стороны МВФ и других международных кредиторов. 28 февраля Яценюк заявил, что «результат досрочных парламентских выборов предсказуем: они завершатся руиной». 29 февраля Порошенко пообещал не допустить досрочных парламентских выборов, при этом заявив, что «лучшей Рады у нас не будет. Надо учиться работать с этой Радой!». В конце февраля стало известно, что парламентские фракции «Блока Петра Порошенко», «Народного фронта» и Радикальной партии начали работу по формированию новой коалиции. 4 марта Председатель Верховной Рады Украины Владимир Гройсман заявил, что в новое парламентское большинство должны войти те же фракции, которые были в составе коалиции «Европейская Украина». 9 марта депутат Рады от «Оппозиционного блока» Сергей Левочкин заявил, что фракция «Оппозиционный блок» не будет вступать в коалицию в нынешнем составе парламента.

#### Отставка Арсения Яценюка с поста премьер-министра Украины
10 апреля Яценюк заявил о своём уходе в отставку с поста премьер-министра Украины. 13 апреля представитель Генеральной прокуратуры Украины Владислав Куценко сообщил, что расследуется уголовное дело по факту получения Яценюком взятки в размере 3 млн долларов, но вместе с тем обвинение ему не предъявлено.
14 апреля Верховной Рада одним постановлением приняла отставку Яценюка и назначила новым премьер-министром Владимира Гройсмана. Новым председателем Верховной Рады Украины был избран Андрей Парубий.
20 апреля 2016 года Пётр Порошенко заявил об окончании политического кризиса.

## Комментарии
1. ↑  Конституционный состав Верховной рады Украины составляет 450 мест, но из-за событий в Крыму и Донбассе выборы не проводились в 27 избирательных округах, в результате были избраны 423 народных депутата[11]
2. ↑  Основу блока составили выходцы из правящей при президенте Украины Викторе Януковиче Партии регионов[12]
3. ↑  Согласно  п.6  ст.13 закона Украины «О Кабинете Министров Украины»[70] вопрос об отставке правительства депутаты могут рассматривать только один раз в течение сессии Рады[71].